# سولنچنی (استان آمور)
سولنچنی (به لاتین: Solnechny) یک منطقهٔ مسکونی در روسیه است که در استان آمور واقع شده‌است.